# Esparron (Alpy Wysokie)
Esparron – miejscowość i gmina we Francji, w regionie Prowansja-Alpy-Lazurowe Wybrzeże, w departamencie Alpy Wysokie.

## Demografia
Według danych na rok 1990 gminę zamieszkiwało 28 osób, a gęstość zaludnienia wynosiła ~1 osób/km². W styczniu 2015 r. Esparron zamieszkiwało 41 osób, przy gęstości zaludnienia wynoszącej 1,7 osób/km².